# Dípilon
La Dípilon (del griego δἰπυλον "doble puerta") es el nombre que recibía la puerta principal de la antigua Atenas, situada en el noroeste de la ciudad. Era una doble puerta de la muralla, que daba al campo y conducía a la Academia de Platón, que distaba unos 6 estadios y dentro de la ciudad daba al barrio cerámico y al ágora de Atenas. Reemplazó a la anterior puerta Triasia y se encontraba junto a la llamada Puerta Sagrada y al Eridanos.

## Historia
La puerta del Dípilon fue levantada en el 330 a. C., a instancias de Licurgo, orador ateniense, aprovechando los restos y el vano de la anterior puerta del muro de Temístocles del 479  a. C. De la puerta doble subsiste la base de estructura de la torre oeste.

Originalmente era llamada en plural "puertas Triasias", porque daba a la llanura de Eleusis, que recibía el nombre de llanura Triasia. 
En el siglo IV a. C., la parte exterior de la puerta estaba dividida por un pilar, en cuya base había un monumento para ofrendas.
 
Reconstruida y reforzada en ese siglo y el siguiente, servía para que tras franquearse la parte exterior, se penetrase en un corredor que quedaba encajonado entre dos grandes muros, desde los cuales los eventuales defensores  podrían asatear y disparar a los asaltantes que hubieran forzado la primera puerta de entrada. Un suceso así se produjo en el año 200 a. C. cuando la asaltaron las tropas macedonias de Filipo V.

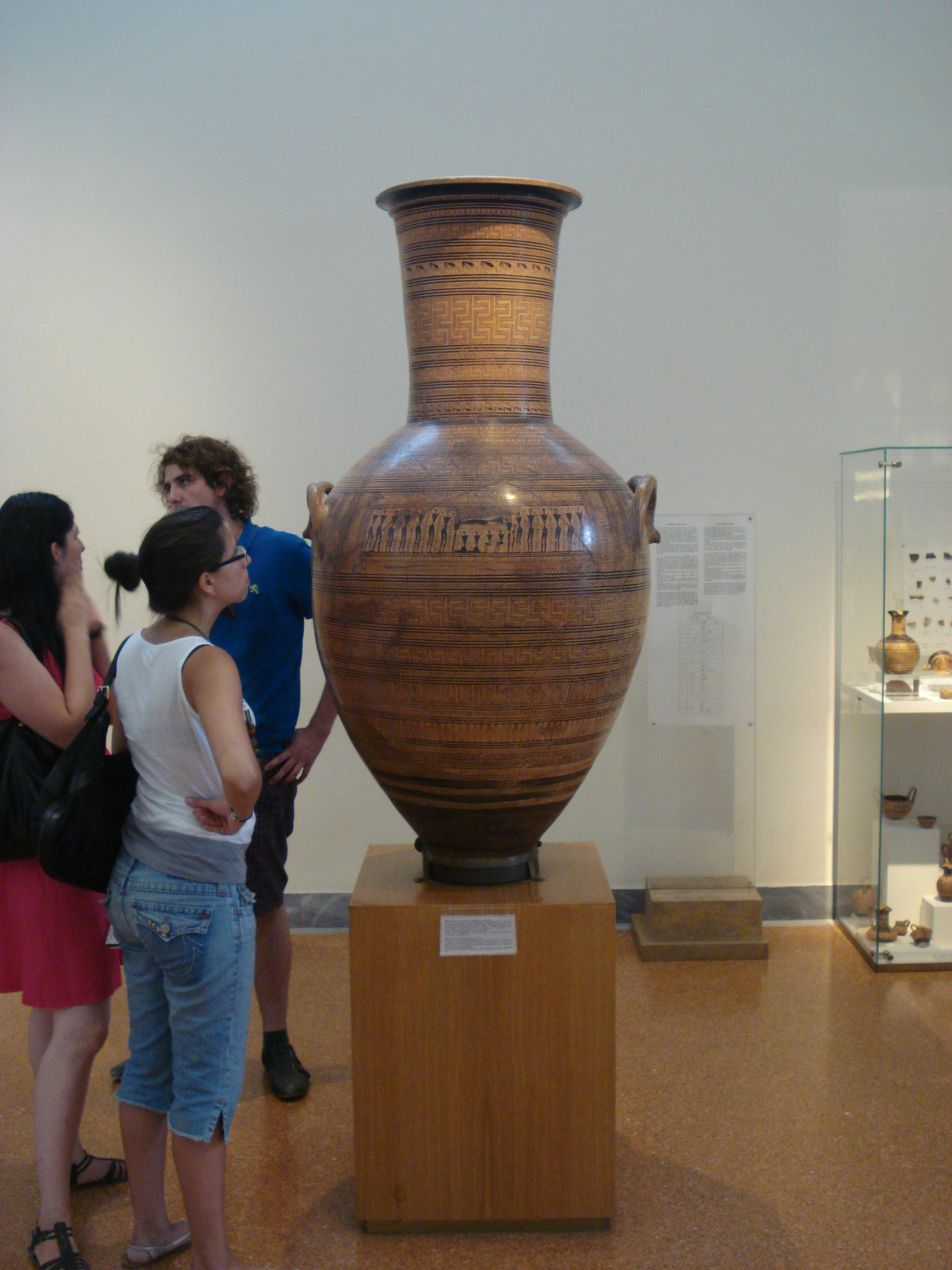
Ánfora de Dípilon.

Extramuros de la puerta Dípilon, se encontraba el Cementerio del Cerámico la vía pública y lugar de enterramiento, recorría el camino hasta la Academia de Platón, unos 1500 metros. 
En las excavaciones de esta zona se encontró una necrópolis, conocida como necrópolis del Dípilon, con enterramientos de los siglos IX al VII a. C. En esta zona se encontró la Inscripción del Dípilon, de 720 a. C., uno de los ejemplos más antiguos de uso del alfabeto griego. También se han encontrado cerámicas pintadas, del siglo VIII a. C. y posteriores.

## Altares y torres
La parte interior de la puerta Dípilon estaba flanqueada por dos torres cuadradas, amplias y de muros de gran espesor. Intramuros, la puerta estaba subdividida en dos entradas. Cada una de ellas permitía el paso de dos carros.
Frente al Dípilon había una fuente adosada a un edificio y adornada con un pequeño pórtico marmóreo. Tras el pilar central que dividía en dos la entrada al interior del Dípilon, se hallaba una altar dedicado a los siguientes dioses: a Zeus Herceo, que era el protector de los lugares fortificados; a Hermes, dios de las puertas y los caminos; y a Acamante, que era un dios tribal
La torre sudoeste del Dípilon y la Puerta Sagrada que se encuentran adyacentes, están unidas mediante una muralla de unos 40 m de longitud, construida durante el arcontado de Temístocles. El material con el que se construyó fue el ladrillo, sustentado sobre un zócalo de piedra. Fue objeto de varias reconstrucciones a lo largo del tiempo. La propia puerta es un conglomerado de mampostería de muy diversas épocas.

### Puerta Sagrada
La Puerta Sagrada (en griego antiguo: Ἱερὰ Πύλη, romanizado: Hiera Pyle) reconstruida también por Temístocles, se componía de un largo camino encerrado entre dos muros altos. Sus ángulos fueron bastionados con dos torres defensivas, siendo la de la izquierda una reconstrucción romana. La puerta estaba dividida longitudinalmente  en dos partes. Una de ella servía para encauzar las aguas del  río Eridanos, que descendiendo de la colina del Licabeto, llegaba hasta allí.

Unido por ambas partes a las dos torres de las puertas se extendían los muros de Temístocles que después reforzó con un segundo muro trasero a una distancia de unos 11 m, de forma que quedó un camino de ronda entre ambas murallas.
El muro sur adosado a la Puerta Sagrada, levantado sobre la vertiente rocosa que desciende a la depresión formada por el Erídano , es donde más se aprecian las diversas restauraciones. En esta parte del muro se abre una puerta. El nivel del terreno en cada reconstrucción se fue elevando, estando la base del amurallamiento enterrada en el suelo. El estilo de la construcción de su base es ecléctico. La primera restauración del siglo IV a. C., consistió en bloques poligonales. Tras la batalla de Queronea se construyó apresuradamente otro muro sustentado por dos hileras de bloques. Además, se construyó una serie de caminos cubiertos frente al muro, así como casas fortificadas al estilo de la fortificación de Tirinto, en la que las murallas son huecas y abovedadas, facilitando la circulación de las tropas. La longitud de este sistema defensivo llegaría a tener unos 200 m.
Entre las puertas Dípilon y la Puerta Sagrada, existe un espacio que contiene un conjunto de construcciones de comienzos del siglo IV a. C. Este conjunto de edificios ha quedado delimitado por la calle Melioni . Junto a dicha calle hay un propíleo, es decir, una entrada monumental. Se han hallado los restos de un gimnasio, probablemente construido en dicho siglo. Un patio columnado amplio tenía en sus lados una serie de habitaciones que servían para vestuario o el descanso. El patio daba acceso a una entrada de mármol por la que entraban los carros. Este lugar servía de lugar de reunión durante la procesión de las Panateneas, y como almacén de elementos necesarios para dichas fiestas (pompas). De ahí le viene el nombre de Pompeion.
Hacia el año 400 se intentó reconstruir el recinto amurallado de Temístocles. Con las invasiones de los hérulos (saqueo de Atenas de 267 d. C.) la defensa del burgo ateniense había quedado reducida a una muralla perimetral circunscrita a la Acrópolis. Todas estas reconstrucciones de muros quedaron soterrados durante la Edad Media a causa de los aluviones depositados por diversas riadas del río Eridanos.

## Vía sagrada, tumbas y monumentos
La Vía sagrada, discurría por la Puerta Sagrada junto con el río Erídano  entubado bajo un arco. 
La Vía Sagrada conducía desde el Ágora hasta el santuario de Eleusis, siendo recorrida por las procesiones que se celebraban durante los Misterios eleusinos. 
 Próxima a la bifurcación, que la vía Sacra efectúa a unos 50 m de la Puerta Sagrada, se encuentran los restos de un edificio que permanece sin identificar. Un poco más adelante se hallan dos monumentos con epigramas inscritos. También hay unas tumbas de embajadores extranjeros (próxenos) que murieron en Atenas. Donde se construyó la estela pintada de Tersandro y Similos, procedentes de Córcira en el 380 a. C. Ahí se forma un ángulo entre la Vía Sacra y una avenida de tumbas que se dirige hacia el oeste. En el lugar de la bifurcación se encuentra el santuario de los Tritopateis, con un períbolo que circunda un muro. Es un temenos delimitado por tres mojones (horois). Estas divinidades aquí veneradas probablemente sean de la época arcaica, ya que se ha descubierto la siguiente inscripción: ΗΙΕΡΟΝ ΤΡΙΤΟΠΑΤΡΕΟΝ.
Enfrente del Tritopator, la vía se divide en dos ramales, uno que se dirige hacia el oeste y otro que se encamina hacia el sur, el cual está bordeado de tumbas de la época clásica, aproximadamente del siglo IV a. C. La mayoría de estos enterramientos constituyen terrazas superpuestas sobre los muros. Otras son simples túmulos. En estas terrazas hay diversidad de restos de mármol, pilares y columnas, vasos macizos como lutróforos, lecitos, templetes funerarios, trapezas, bajorrelieves y pinturas. Los bajorrelieves están tallados en una especie de templetes, como los naiskos.  Los ángulos de las terrazas están a veces decorados con lecitos o esculturas marmóreas de animales. Perviven pocos de estos monumentos.
En la propia Vía sagrada hay una estela funeraria dedicada a Abtidosis, antaño pintada. Son destacables asimismo el lecito de Aristómaco y el lutróforo de Olímpicos. Se halla allí la tumba de Eucoline, que está adornada con un relieve con el difunto representado con un pájaro en sus manos y un perro a sus pies despidiéndose de su dueño. A Eucoline le acompañan dos mujeres y un hombre. Esta estela está situada sobre un túmulo. Cercano a este monumento se descubrieron las bases de una muralla de época micénica.
Paralela a la Avenida de las Tumbas, hay otra avenida que se dirige hacia el oeste, a unos 200 m del monumento de Eucoline, se halla el monumento de Aristión. la decoración es en bajorrelieve, el difunto está representado con un pájaro en su mano. Ante él un servidor lleva un estrígile, herramienta usada en los gimnasios. A los pies de Aristión hay una sirena en actitud implorante. Continuando por esta vía occidental son visibles monumentos funerarios casi intactos.

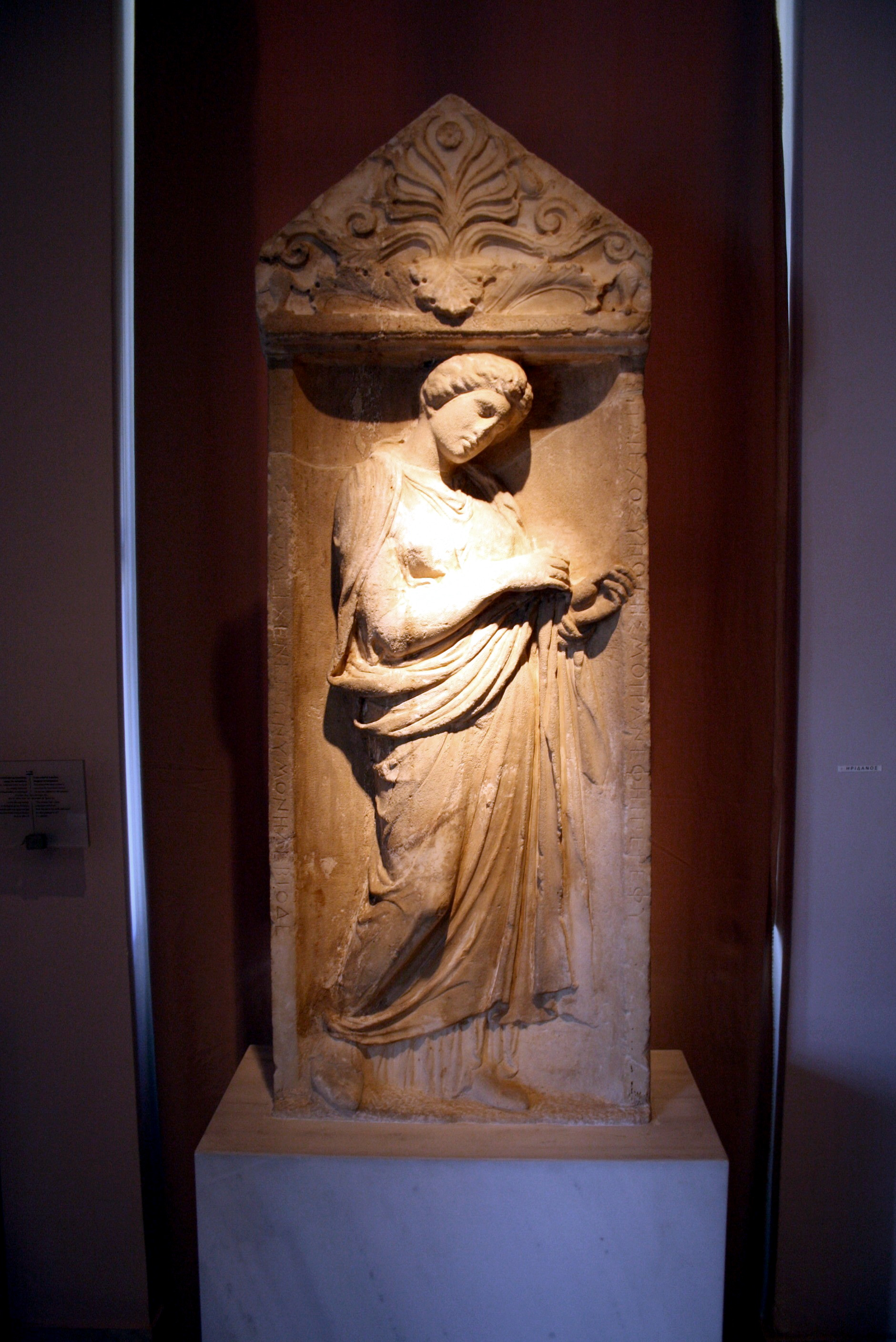
Eucoline (ca. 380 a. C.)
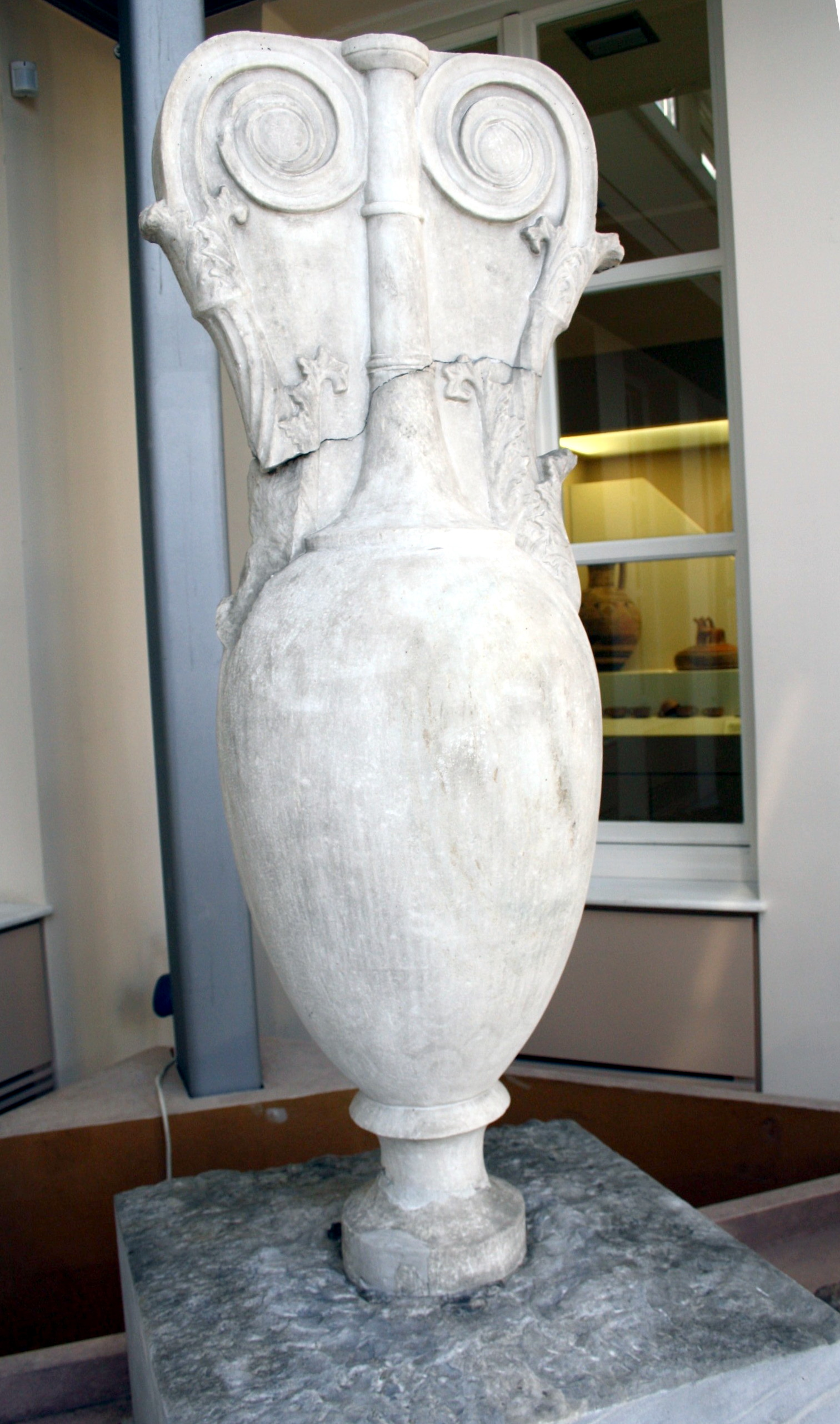
Lutróforos de Olimpicos.